# Keeuna woodburnei
Keeuna woodburnei — викопний вид сумчастих ссавців ряду Хижі сумчасті (Dasyuromorphia). Вид існував в олігоцені та ранньому міоцені (28,4-16 млн років тому). Скам'янілі рештки знайдені в Центральній Австралії поблизу міста Тедфорд у пересохлому соленому озері Паланкарінна у пустелі Тірарі.